# Мите Соколарски
Димитър Стоянов Соколарски, наречен Мите Суджукаро, е български революционер на Вътрешната македоно-одринска революционна организация, преминал на сръбска служба и убит като ренегат.

## Биография
Мите Соколарски е роден през 1890 година в село Соколарци. Влиза във ВМОРО и минава в нелегалност през 1908 година.
След като родният му край остава в Сърбия след войната Соколарски продължава с революционната си дейност. В 1915 година е в четата на Иван Бърльо.
След Първата световна война в 1919 година участва във възстановяването на ВМРО. Соколарски извършва множество грабежи и насилия над изявени българи в Източна Македония под ръководството на Стоян Мишев и Славе Иванов. От 1921 година с посредничеството на федералистите се поставя в услуга на правителството на Александър Стамболийски и действа срещу ВМРО. В средата на 1923 година заедно с другарите си минава на сръбска служба и оглавява сръбска контрачета в Кочанско. Осъден на смърт от ВМРО и на 30 юли 1923 година е нападнат и убит на пазара във Виница, близо до полицейското управление от Дончо Христов и двама други дейци на ВМРО.